# Petr Směja
Petr Směja (* 16. května 1946 Brno) je český kytarista a zpěvák.
V prosinci 1960 založil skupinu Synkopy 61, v níž působil jako kytarista, zpěvák a kapelník, později i jako manažer. Synkopy opustil v létě 1981 po nahrání alba Sluneční hodiny, neboť mu nevyhovovalo art rockové směřování skupiny pod vedením Oldřicha Veselého. V roce 1968 vystudoval strojní fakultu VUT. V 80. letech pracoval v podniku Lachema, od roku 1991 podniká v oboru dřeva a dřevěných výrobků. Se Synkopami vystoupil na koncertech série Comeback v roce 1992 a hraje s nimi od obnovení činnosti v roce 1995.
Jeho koníčkem je horolezectví, tomu tématu se věnují i knihy, které napsal, Ve stínu Aconcaguy (2000) a částečně též Na vlastní kůži (2002).